# Агрофітоценоз
Агрофітоцено́з — штучні фітоценози створені людиною за заздалегідь наміченим планом на місці знищених перед цим природних фітоценозів.
Агрофітоценоз — це сукупність культурних рослин та рослин-бур'янів у межах однорідної ділянки агроекосистеми (зазвичай одного поля), що використовується в єдиному господарському режимі.
Структурно в агрофітоценозі об'єднані дві частини — культурний домінантний вид рослин, вирощуваний людиною, і бур'янова синузія, рослинне угрупування, представлене дикими видами рослин, які займають сприятливі для них вільні екологічні ніші, створюючи конкуренцію культурним рослинам за основними факторами життя. Така структура агрофітоценозу обумовлює об'єктивну необхідність контролювати бур'яновий компонент, щоб послабити його конкурентну здатність. Фітоценотична сутність рослинних угруповань, створених людиною, визнавалася або ставилася під сумнів багатьма вченими майже одночасно з розвитком фітоценології. Принципова єдність сутності культурфітоценозів і агрофітоценозів дає змогу розглядати їх як створені внаслідок сільськогосподарської діяльності людини складові підсистеми сучасного ландшафту, що регулюються та контролюються по-різному. Агрофітоценози є аналогами природних рослинних угруповань, що акумулюють і трансформують сонячну енергію, а також полями біогенної міграції елементів, яка набуває специфічного та нециклічного характеру залежно від рівня вилучення людиною первинної продукції, внесення органічних і неорганічних добрив, використання біологічно активних речовин.